# Nyctycia harmodina
Nyctycia harmodina är en fjärilsart som beskrevs av Max Wilhelm Karl Draudt 1950. Nyctycia harmodina ingår i släktet Nyctycia och familjen nattflyn. Inga underarter finns listade i Catalogue of Life.